# روژنوو (استان اوپوله)
روژنوو (به لهستانی:  Rożnów) یک روستا در لهستان است که در گمینا وووچن واقع شده‌است.